# Гонзало Монтијел
Гонзало Аријел Монтијел (шп. Gonzalo Ariel Montiel; Гонзалез Катан, 1. јануар 1997) је аргентински фудбалер. Тренутно наступа за Ривер Плејт и за репрезентацију Аргентине. Постигао је одлучујући пенал за Аргентину у финалу Светског првенства 2022. године против Француске.

## Трофеји

### Ривер Плејт
- Прва лига Аргентине (1) : 2021.[2]
- Куп Аргентине  (3) : 2015/16,[3] 2016/17,[4] 2018/19.[5]
- Суперкуп Аргентине  (2) : 2017,[6] 2019.[7]
- Копа либертадорес (1) : 2018.[8] (финале: 2019.)[9]
- Рекопа Судамерикана  (2) : 2016,[10] 2019.[11]

### Севиља
- Лига Европе (1) : 2022/23.[12]

### Репрезентација Аргентине
- Светско првенство (1) : 2022.[13]
- Копа Америка (2) : 2021,[14] 2024.[15]
- Куп шампиона КОНМЕБОЛ—УЕФА (1) : 2022.[16]